# Chrome Dreams II
Chrome Dreams II är ett musikalbum av den kanadensiska rockmusikern Neil Young, utgivet i oktober 2007.
Titeln antyder att albumet är en uppföljare till Chrome Dreams, ett album som spelades in 1977 men förblivit outgivet. Flera av låtarna har dock använts på andra album, mest kända "Like a Hurricane" och "Powderfinger". På Chrome Dreams II är de tre första låtarna, "Beautiful Bluebird", "Boxcar" och "Ordinary People" kända sedan tidigare, även om de inte funnits officiellt utgivna, medan resten troligtvis är nyskrivet material.
Albumet nådde som bäst en elfte plats på Billboard 200.

## Låtlista
Samtliga låtar skrivna av Neil Young.
1. "Beautiful Bluebird" - 4:30
2. "Boxcar" - 2:46
3. "Ordinary People" - 18:13
4. "Shining Light" - 4:46
5. "The Believer" - 2:43
6. "Spirit Road" - 6:35
7. "Dirty Old Man" - 3:20
8. "Ever After" - 3:34
9. "No Hidden Path" - 14:33
10. "The Way" - 5:14